# Gunashiri
Gunashiri (tiếng Mông Cổ: Γunaširi, tiếng Sanskrit: Guṇa s̀ri), là người sáng lập ra Kara Del, một vương quốc tại Tân Cương, Trung Quốc. Ông là hậu duệ của Sát Hợp Đài, con trai thứ hai của Thành Cát Tư Hãn.
Gunashiri đã tách khỏi Bắc Nguyên vào năm 1380 và cai trị đến năm 1393. Ông đã đặt thủ đô cho vương quốc là Hami.

## Tiểu sử
Nhân lúc nhà Bắc Nguyên suy yếu, đặc biệt là sau khi Uskhal Khan bị giết tại sông Tuul, Gunashiri đã trở nên hùng mạnh và sau đó, đến đời Trát Lý Khắc Đồ hãn Nguyên Cung Tông, ông đã tự thành lập vương quốc Kara Del.
Năm 1390, Gunashiri lần đầu tiên phái Arslan Shah (Ashi Lansha), Mahmoud Shah (Maguro Kisha), v.v. đến Mincho và tặng ngựa. Bốn tháng sau, một báo cáo rằng Gunasiri đang chiến đấu với một bộ lạc khác đã được gửi đến Mincho vào buổi sáng, và Minh Thái Tổ đã được cảnh báo để coi chừng quân đội ở Cam Túc. Vào năm sau, Thái Tổ đã yêu cầu mở một trạm ngựa ở Vạn An, Qin, Pinglung và Ningxia vào buổi sáng.
Và trong cùng năm đó (1391), Minh Thái Tổ cuối cùng đã phái một đội quân đến đột kích Hami, và Hamir bị bất ngờ và ngã xuống. Vào thời điểm đó, nhiều gia đình hoàng gia xuất thân từ vua Birge Temuru, nhưng chỉ có Gunasiri vượt qua vòng vây với hơn 300 kỵ binh và thoát khỏi cuộc tấn công của quân đội nhà Minh với thuộc hạ của ông. Vào thời điểm đó, triều đại Nom Kuri bị cắt đứt, và người cai trị Hamil và người đứng đầu Jubei Ulus được chuyển đến gia đình Gunasiri.
Năm 1393 Gunashiri qua đời. Engke Temur đã kế vị ông.